# Guldbaggegalan 1976
Den tolfte Guldbaggegalan, som belönade svenska filmer från 1975 och 1976, hölls den 13 september 1976.

## Vinnare
| Högsta kvalitetspoäng                                  | Bästa regi                 |
| ------------------------------------------------------ | -------------------------- |
| - Släpp fångarne loss – det är vår! (2,66)             | - Jan Halldoff – Polare    |
| Bästa skådespelerska                                   | Bästa skådespelare         |
| - Margaretha Krook – Släpp fångarne loss – det är vår! | - Toivo Pawlo – Hallo Baby |